# Alpiner Skieuropacup 1986/87
Gesamt- und Disziplinenwertungen der Saison 1986/1987 des Alpinen Skieuropacups.

## Europacupwertungen

### Gesamtwertung
| Rang | Name              | Land           | Punkte |
| ---- | ----------------- | -------------- | ------ |
| 1    | Helmut Mayer      | Österreich     | 209    |
| 2    | Rainer Salzgeber  | Österreich     | 207    |
| 3    | Walter Gugele     | Österreich     | 127    |
| 4    | Karl Thaler       | Österreich     | 117    |
| 5    | Tetsuya Okabe     | Japan          | 112    |
| 6    | Carlo Gerosa      | Italien        | 106    |
| 6    | Florian Beck      | BR Deutschland | 106    |
| 8    | Tomaž Čižman      | Jugoslawien    | 096    |
| 9    | Armin Bittner     | BR Deutschland | 092    |
| 9    | Michael Tritscher | Österreich     | 092    |

| Rang | Name                   | Land        | Punkte |
| ---- | ---------------------- | ----------- | ------ |
| 1    | Christa Kinshofer      | Niederlande | 257    |
| 2    | Manuela Rüf            | Österreich  | 199    |
| 3    | Christine von Grünigen | Schweiz     | 157    |
| 4    | Paoletta Magoni        | Italien     | 130    |
| 5    | Petra Bernet           | Schweiz     | 108    |
| 6    | Dorota Mogore-Tlałka   | Frankreich  | 101    |
| 7    | Veronika Šarec         | Jugoslawien | 090    |
| 8    | Monika Hess            | Schweiz     | 087    |
| 9    | Andrea Salvenmoser     | Österreich  | 071    |
| 100  | Monica Äijä            | Schweden    | 067    |

### Abfahrt
| Rang | Name               | Land       | Punkte |
| ---- | ------------------ | ---------- | ------ |
| 1    | Werner Marti       | Schweiz    | 62     |
| 1    | William Besse      | Schweiz    | 62     |
| 3    | Daniel Moar        | Kanada     | 55     |
| 4    | Michael Plöchinger | Schweiz    | 54     |
| 5    | Mathias Haas       | Österreich | 52     |

| Rang | Name             | Land               | Punkte |
| ---- | ---------------- | ------------------ | ------ |
| 1    | Marlis Spescha   | Schweiz            | 46     |
| 2    | Barbara Sadleder | Österreich         | 45     |
| 3    | Claudia Wernig   | Österreich         | 38     |
| 4    | Carter Payne     | Vereinigte Staaten | 30     |
| 5    | Petra Kronberger | Österreich         | 25     |
| 5    | Cathy Chedal     | Frankreich         | 25     |

### Super-G
| Rang | Name             | Land       | Punkte |
| ---- | ---------------- | ---------- | ------ |
| 1    | Helmut Mayer     | Österreich | 59     |
| 2    | Rainer Salzgeber | Österreich | 58     |
| 3    | Ivano Camozzi    | Italien    | 38     |
| 4    | Guido Hinterseer | Österreich | 37     |
| 5    | Konrad Walk      | Österreich | 35     |

| Rang | Name               | Land           | Punkte |
| ---- | ------------------ | -------------- | ------ |
| 1    | Christa Kinshofer  | Niederlande    | 50     |
| 2    | Andrea Salvenmoser | Österreich     | 31     |
| 3    | Regula Betschart   | Schweiz        | 30     |
| 4    | Katrin Stotz       | BR Deutschland | 26     |
| 5    | Manuela Rüf        | Österreich     | 23     |

### Riesenslalom
| Rang | Name             | Land        | Punkte |
| ---- | ---------------- | ----------- | ------ |
| 1    | Helmut Mayer     | Österreich  | 150    |
| 2    | Rainer Salzgeber | Österreich  | 149    |
| 3    | Karl Thaler      | Österreich  | 117    |
| 4    | Walter Gugele    | Österreich  | 105    |
| 5    | Tomaž Čižman     | Jugoslawien | 096    |

| Rang | Name              | Land        | Punkte |
| ---- | ----------------- | ----------- | ------ |
| 1    | Christa Kinshofer | Niederlande | 95     |
| 2    | Manuela Rüf       | Österreich  | 70     |
| 2    | Petra Bernet      | Schweiz     | 70     |
| 4    | Monica Äijä       | Schweden    | 67     |
| 5    | Paoletta Magoni   | Italien     | 43     |
| 5    | Corinne Spahr     | Schweiz     | 43     |

### Slalom
| Rang | Name              | Land           | Punkte |
| ---- | ----------------- | -------------- | ------ |
| 1    | Tetsuya Okabe     | Japan          | 112    |
| 2    | Carlo Gerosa      | Italien        | 106    |
| 2    | Florian Beck      | BR Deutschland | 106    |
| 4    | Armin Bittner     | BR Deutschland | 092    |
| 4    | Michael Tritscher | Österreich     | 092    |

| Rang | Name                   | Land        | Punkte |
| ---- | ---------------------- | ----------- | ------ |
| 1    | Christine von Grünigen | Schweiz     | 157    |
| 2    | Christa Kinshofer      | Niederlande | 112    |
| 3    | Dorota Mogore-Tlałka   | Frankreich  | 101    |
| 4    | Monika Hess            | Schweiz     | 087    |
| 5    | Manuela Rüf            | Österreich  | 083    |